# تشكيلة أساسية

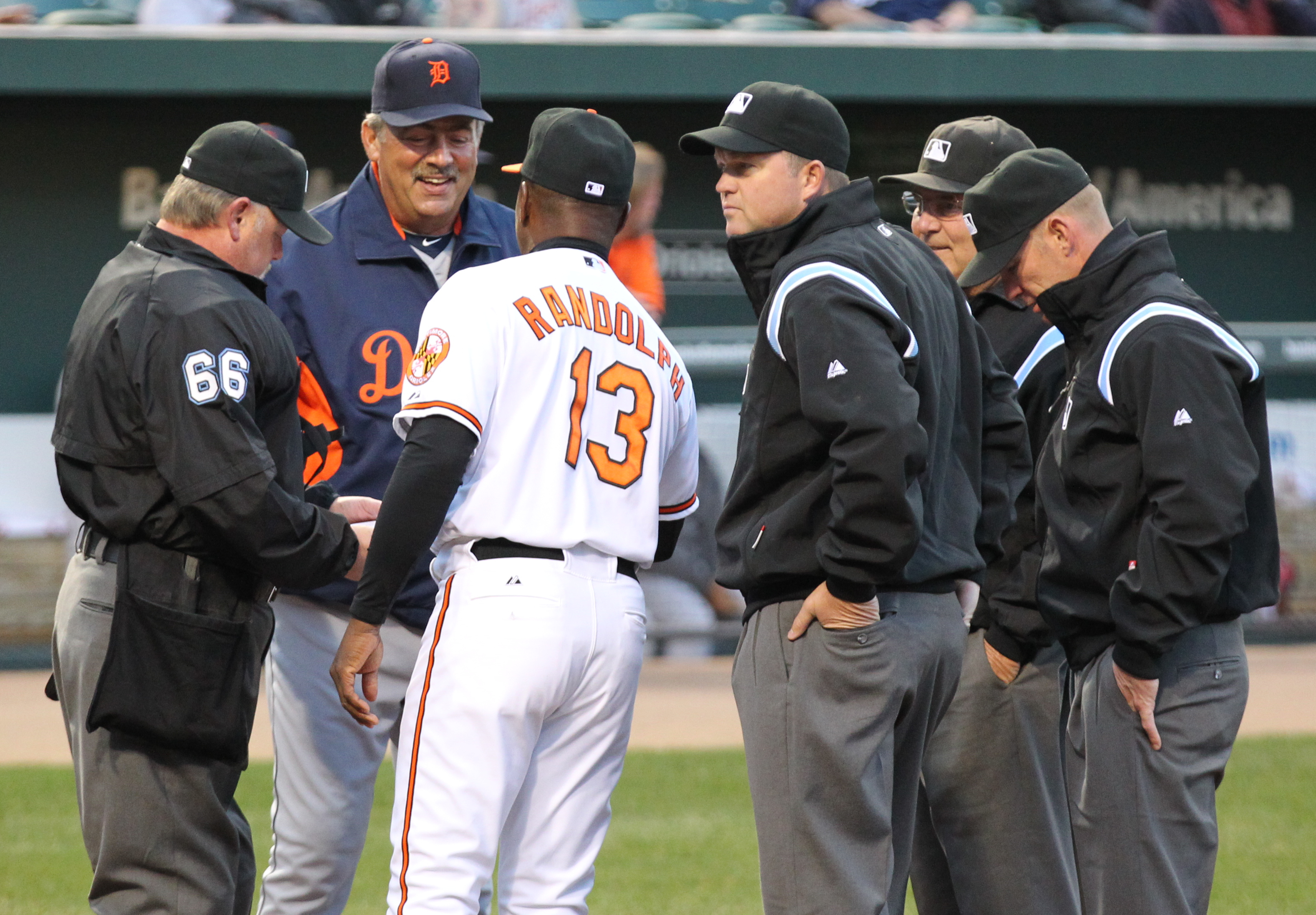
اجتماع مدربي البيسبول (والحكام) قبل المباراة لتبادل بطاقات التشكيلة، والتي تسرد التشكيلة الأساسية والبدلاء لكل فريق

في الرياضة، التشكيلة الأساسية هي قائمة رسمية لمجموعة اللاعبين الذين سيشاركون في الحدث عند بدء اللعبة. يُشار عادةً إلى اللاعبين في التشكيلة الأساسية باسم اللاعبين الأساسيين، في حين يُطلق على الآخرين اسم البدلاء أو اللاعبين البدلاء.
عادةً ما يكون اللاعبون الأساسيون هم أفضل اللاعبين في الفريق في مراكزهم المختلفة. وبالتالي، غالبا ما يكون هناك قدر من الهيبة المرتبطة بكونك لاعبا أساسيا. وهذا صحيح بشكل خاص في الألعاب الرياضية التي تتضمن تبديلات محدودة، مثل لعبة البيسبول أو كرة القدم.
عند إدراج تشكيلة الفريق، من الشائع في بعض الألعاب الرياضية تضمين رقم الزي الرسمي لكل لاعب ومركزه، بالإضافة إلى اسمه. غالبًا ما يتم تحديد المواضع من خلال اختصارات خاصة بالرياضة (على سبيل المثال، في كرة القدم الأمريكية؛ «إس إس» للسلامة القوية). في كل من لعبة البيسبول وكرة السلة، من الشائع أن يتم الإشارة إلى مركز اللاعب برقم، على سبيل المثال: في تسجيل النتائج في لعبة البيسبول، يكون مركز لاعب الوسط القصير هو «6»، بينما في كرة السلة يُعرف مركز المهاجم الصغير باسم «الثلاثة». وهكذا، فإن تشكيلات بعض الألعاب الرياضية يمكن أن تتضمن رقمًا موحدًا، واسم اللاعب، واختصارًا (يتكون من أحرف أو أرقام) يشير إلى المركز.

## كرة القدم الأمريكية
في كرة القدم الأمريكية منذ الخمسينيات من القرن العشرين، تستخدم معظم الفرق ذات المستوى الأعلى نظام الفصائل الثلاثة، ولكل منها تشكيلة البداية الخاصة بها. عادةً ما تحظى التشكيلات الأساسية للهجوم والدفاع، والتي تتكون كل منها من أحد عشر لاعبًا، بأكبر قدر من الاهتمام. يتم تعريف التشكيلات الأساسية على أنها اللاعبين الحادي عشر الذين يقومون باللعب الهجومي أو الدفاعي الأول من المشاجرة في لعبة معينة. (لا يجب أن يكون اللاعب الهجومي في الفريق الذي يحصل على الكرة أولاً ليتم اعتباره لاعبًا أساسيًا، ولا يجب أن يكون اللاعب الدفاعي في الفريق الذي لا يحصل على الكرة؛ تُحسب اللعبة الأولى من المشاجرة بعد التغيير الأول للكرة أيضًا). تتكون الفصيلة الثالثة، الفرق الخاصة، في العصر الحديث في الغالب من لاعبين احتياطيين ولاعبين احتياطيين من الفصائل الهجومية أو الدفاعية، باستثناء اللاعب الذي يسدد الكرة أو المسدد؛ اللاعبون الذين يشاركون، على سبيل المثال، في ركلة البداية لا يُعتبرون عادةً لاعبين أساسيين.
تحدد مراكز اللاعبين مسؤوليات وامتيازات معينة فيما يتعلق بالتعامل مع الكرة. نظام ترقيم موحد يقيد قدرة اللاعبين على تغيير مواقعهم في منتصف اللعبة.

### المخالفة
إن التشكيلة الهجومية مقيدة بشدة بالقواعد التي تم تبنيها على مدار تطور اللعبة. هناك عدة مراكز (مشار إليها بعلامة النجمة * في القائمة أدناه) إلزامية ويجب أن تظهر في أي تشكيلة، سواء كانت أساسية أو غير ذلك. يمكن استخدام مراكز أخرى أو عدم استخدامها وفقًا لتقدير مدرب الفريق، بشرط ألا يزيد عدد اللاعبين في الملعب عن 11 لاعبًا في أي وقت معين وأن يكون هناك سبعة لاعبين على الأقل (عادة سبعة بالضبط) في مراكز على طول خط الاشتباك.
- الظهير الرباعي – يتم إدراجه رسميًا في كتب قواعد المدرسة الثانوية باعتباره «مستقبلًا سريعًا»، وعادةً ما يكون الظهير الرباعي الأساسي هو النقطة المحورية لهجوم الفريق. على الرغم من أنه ليس مطلوبًا من الناحية الفنية (يمكن للاعب من الناحية النظرية أن يضرب الكرة على الأرض)، إلا أن هذا الوضع يستخدم عالميًا.
- الظهير الجاري – في تشكيل المجموعة الاحترافية وتشكيل I، هناك اثنان، نصف الظهير والظهير الكامل. تتخلى بعض الفرق عن تعيين ظهير خلفي، وتستبدله بدلاً من ذلك بظهير خلفي ضيق إضافي، أو ظهير خلفي، أو مستقبل واسع. قد تستعين فرق أخرى بثلاثة لاعبين أساسيين في الهجوم، خاصة في المستويات الأدنى من اللعب حيث لا تكون لعبة التمرير متطورة كما ينبغي. تاريخيًا، كانت الفرق التي تستخدم تشكيل T أو تشكيل الجناح الواحد لديها ثلاثة لاعبين أساسيين في الهجوم أيضًا.
- المركز * – اللاعب الموجود في منتصف خط الاشتباك. (هذا اللاعب هو في الغالب اللاعب الذي يقوم بضرب الكرة، على الرغم من أنه يمكن لأي لاعب على خط المشاجرة أن يقوم بهذا الدور وفقًا للقاعدة).
- الحراس الأيسر والأيمن * – خطوط على جانبي المركز.
- * الظهيران الأيسر والأيمن – يصطفان خارج الحراس.
- الطرف الضيق – يقف خارج التدخلات. تقوم معظم الفرق بتعيين لاعب طرف ضيق أساسي واحد على الأقل، على الرغم من أن البعض قد يكون لديهم لاعبان طرفان ضيقان أساسيان (عن طريق اللعب إما بلاعب استقبال عريض أقل أو لاعب هجوم أقل). بعض الفلسفات الهجومية، مثل هجوم الجري والتصويب، تتخلى عن الطرف الضيق تمامًا.
- مستقبل واسع – تحتوي الهجمات الحديثة دائمًا على اثنين على الأقل من مستقبلي العرض الأساسيين، على الرغم من أن هذا المركز كان تاريخيًا آخر من تطور، حيث اكتسب شكله الحديث في الأصل عندما حركت الفرق إما نهاية ضيقة (تم تغيير اسمها إلى «نهاية منقسمة») أو الظهير (تم تغيير اسمها إلى «مجاور») إلى الخارج ليكون في وضع أفضل لالتقاط التمريرات بعيدًا عن الدفاع. تقوم العديد من الهجمات الحديثة بتعيين ثلاثة مستقبلين واسعين كلاعبين أساسيين، ونادرًا (ولكن ليس من غير المعروف) الفرق التي تقوم بتعيين أربعة مستقبلين واسعين كلاعبين أساسيين، مثل هجوم الركض والتصويب الشهير في التسعينيات.
- يمكن أيضًا أن تكون المراكز غير القياسية مثل الظهير أو الجناح أو الظهير الأيمن هي المراكز الأساسية اعتمادًا على الفلسفة الهجومية للفريق.

بالإضافة إلى الوسط والحراس والمعالجين، يجب أن يكون هناك على الأقل اثنان من الأطراف (سواء كانوا طرفين ضيقين أو مستقبلين واسعين من الطرف المنقسم) في التشكيلة.

### الدفاع
في التاريخ الحديث، أصبح تشكيل الدفاع 4–3 (4 لاعبين في الخط الدفاعي بالإضافة إلى 3 لاعبين في الخط الخلفي) هو التشكيل القياسي بين الفرق الجامعية والمحترفة. ومع ذلك، أصبح تشكيل 3–4 (3 لاعبي خط دفاعي بالإضافة إلى 4 لاعبي خط وسط) أكثر شعبية بين الفرق المحترفة وفرق القسم الأول من الرابطة الوطنية لرياضة الجامعات الدرجة الأولى. على عكس الهجوم، لا توجد قيود على الدفاعات فيما يتعلق بالمواقع (طالما لا يدخل الملعب أكثر من 11 لاعباً)، وقد تطورت التشكيلات القياسية إلى حد كبير من خلال التقاليد والتجريب والتجربة والخطأ.
- الظهير الدفاعي – اعتمادًا على التشكيل، قد يضم الفريق ما يصل إلى اثنين من الظهير الدفاعي. إذا كان هناك واحد فقط فإنه يسمى معالج الأنف.
- الطرف الدفاعي – يتكون الفريق من اثنين من لاعبي الطرف الدفاعي الذين يلعبون خارج لاعبي خط الدفاع.
- ظهير خط الوسط – يبدأ الفريق عادةً باثنين إلى أربعة لاعبين في خط الوسط، اعتمادًا على الاستراتيجية الدفاعية. تلعب معظم الفرق إما بدفاع 4–3 (مع 4 لاعبي خط و3 لاعبي خط دفاع) أو دفاع 3–4 (مع 3 لاعبي خط و4 لاعبي خط دفاع)، بينما تستخدم بعض الفرق دفاع النيكل كدفاعها الأولي، وعادةً ما تستخدم هذه الفرق اثنين فقط من لاعبي خط الدفاع. يمكن تسمية لاعبي خط الدفاع الأساسيين بأسماء مثل «لاعب خط الدفاع الخارجي»، أو «لاعب خط الدفاع الداخلي»، أو «لاعب خط الدفاع الأوسط»، وما إلى ذلك، اعتمادًا على المكان الذي يلعبون فيه والفلسفة الدفاعية للفريق.
- الظهير الدفاعي – عادة ما يبدأ الفريق بأربعة لاعبين دفاعيين، على الرغم من أن الفرق نادراً ما تبدأ بخمسة لاعبين من خلال إخراج لاعب خط الوسط من الملعب. يُعرف هؤلاء المدافعون باسم:
  - الظهير الدفاعي – يلعب خارج خط الاشتباك وبالقرب منه، وتكون مسؤوليته الأساسية هي تغطية المستقبلين الواسعين للفريق الآخر أثناء لعب التمريرات.
  - أمان قوي – يلعب خلف لاعبي خط الوسط، ولكن على مقربة منهم، وعادةً على نفس جانب الملعب مثل لاعب خط الوسط الضيق للفريق الآخر، يلعب الأمان القوي مثل لاعب خط الوسط الهجين/الظهير الدفاعي.
  - الأمان الحر – أعمق لاعب في الملعب، ومسؤوليته الأساسية هي العمل كخط دفاع أخير في التمريرات الطويلة أو إيقاف مسرحيات الجري التي فاتت جميع اللاعبين الآخرين.
  - لاعب دفاعي خلفي من فئة النيكل – في الفرق التي تبدأ بخمسة لاعبين دفاعيين، يُطلق على اللاعب الخلفي الخامس اسم «النيكل» (قياسًا على العملة المعدنية الأمريكية بقيمة خمسة سنتات، والمعروفة باسم النيكل). يلعب هذا اللاعب عادة على خط المشاجرة، بين أحد لاعبي الزاوية الخلفية والطرف الدفاعي، في كثير من الأحيان لتغطية المستقبل الواسع الثالث لفريق آخر.
- تعتبر الأوضاع الدفاعية غير القياسية مثل وضع «المتجول» (الذي استخدمه جورج وبستر لأول مرة) نادرة ولكن يمكن استخدامها أيضًا.

### الفرق الخاصة
المرحلة الثالثة، الفرق الخاصة، عادة ما تحدد عدد قليل فقط من المراكز كـ«لاعبين أساسيين»؛ وبخلاف هؤلاء المتخصصين، يتم شغل المراكز الأخرى في الملعب كمراكز ثانوية من قبل اللاعبين الذين يلعبون عادة في الهجوم أو الدفاع.
- المسدد – ويسمى أيضًا المسدد المباشر، يسدد الكرة في المسرحيات التي يجب ركلها من الأرض، سواء كانت ركلات البداية أو الأهداف الميدانية.
- اللاعب الذي يركل الكرة – يركل الكرة في المواقف التي يتوجب فيها ركلها عن طريق إسقاطها من يده. يحدث هذا في الركلات الحرة والركلات الجزاء.
- المهاجم الطويل – يقوم بتسديد الكرة بسرعة في الأهداف الميدانية والركلات الحرة، حيث يجب أن تذهب الكرة عادة إلى مسافة أبعد بكثير من المسافة التي يقوم بها لاعب الوسط عادة.
- متخصص في إرجاع الكرة – يلتقط ويحاول إرجاع ركلات البداية والركلات الحرة والركلات. يمكن للفرق استخدام لاعبين منفصلين لإرجاع الركلات والركلات على التوالي، أو قد تستخدم نفس أخصائي الإرجاع لكليهما.
- المدفعجي – يلعب خارج الملعب في ركلات البداية والركلات الحرة والركلات الحرة؛ وعادة ما يكون أول لاعب يصل إلى عائد الفريق الآخر. نادرًا ما كان لاعبًا على مستوى البداية، على الرغم من أن بعض اللاعبين مثل ستيف تاسكر وماتيو سلاتر حققوا اعترافًا واسع النطاق بمهاراتهم في المقام الأول كمدفعيين.

## كرة القدم
في كرة القدم، يطلق على التشكيلة الأساسية اسم التشكيلة الأساسية (11 لاعبًا أساسيًا) أو التشكيلة الأساسية. التشكيلة الأساسية أو XI هي قائمة اللاعبين الذين سيشاركون بشكل فعال في المباراة عند بدء المباراة.
يتكون الفريق الأساسي من 11 لاعبًا، مع حارس مرمى معين. جميع المواضع الأخرى اختيارية، ويمكن للفرق تنويع تشكيلات اللاعبين التي تستخدمها.
غالبًا ما يتم وصف التشكيل باستخدام أعداد المدافعين ولاعبي الوسط والمهاجمين. على سبيل المثال، التشكيل المستخدم بشكل شائع هو 4–4–2، مما يعني أن هناك 4 مدافعين و4 لاعبي خط وسط و2 مهاجمين. قد تتضمن بعض التشكيلات 4 أرقام، وهو ما يميز عادة بين لاعبي خط الوسط الدفاعيين والهجوميين، على سبيل المثال 4–2–3–1 يعني 4 مدافعين، و2 لاعبي خط وسط دفاعيين، و3 لاعبي خط وسط مهاجمين، ومهاجم واحد.

## قواعد كرة القدم الأسترالية
في لعبة كرة القدم الأسترالية، يبدأ الفريق بثمانية عشر لاعبًا في الملعب. المراكز التقليدية هي كما هو موضح أدناه، ولكن في كرة القدم الحديثة يتم تنظيم اللاعبين في ثلاث مجموعات رئيسية، المهاجمون، لاعبو الوسط والمدافعون، كل منها تتكون من أربعة إلى ثمانية لاعبين. يُسمح فقط لأربعة لاعبين خط وسط من كل فريق بالبدء من داخل منطقة الوسط، بينما يمكن للاعبين الـ14 الآخرين البدء من أي مكان في الملعب.
- ثلاثة مهاجمين (مهاجم كامل، واثنان في الجيب الأمامي)
- ثلاثة مهاجمين نصفيين (مهاجم واحد في منتصف الملعب، ومهاجمان نصفيان على الأطراف)
- ثلاثة مراكز (مركز واحد، جناحان)
- ثلاثة لاعبين في مركز الظهير (لاعب واحد في مركز الظهير الأوسط ولاعبان في مركز الظهير الجانبي)
- ثلاثة لاعبين في الخلف (لاعب واحد في الخلف، واثنان في الجيب الخلفي)
- ثلاثة أتباع (رجل خلفي واحد، ومساعد خلفي واحد، ومتجول واحد)

## كرة القاعدة
تتكون التشكيلة الأساسية في لعبة البيسبول من تسعة أو عشرة لاعبين. في الدوري المركزي لبيسبول المحترفين الياباني، هناك تسعة لاعبين في التشكيلة الأساسية وجميع اللاعبين يضربون. لدى فرق الدوري الأمريكي والدوري الوطني والدوري الهادئ خيار استخدام ضارب معين بدلاً من الرامي في ترتيب الضرب. لا يلعب الضارب المحدد عندما يكون الفريق في وضع الدفاع.
يتم ترقيم واختصار مواقع الميدان على النحو التالي:
1. ب – إبريق
2. ج – الماسك
3. 1ب – لاعب القاعدة الأولى
4. 2B – لاعب القاعدة الثانية
5. 3B – لاعب القاعدة الثالثة
6. SS – لاعب الوسط القصير
7. LF – لاعب خط اليسار
8. CF – لاعب وسط الميدان
9. RF – لاعب خط الوسط الأيمن

في لعبة الكرة اللينة، حيث يوجد عشرة لاعبين في الملعب، يتم وضع العاشر عادة في الملعب الخارجي؛ إذا تم وضعه بين الملعب الداخلي والملعب الخارجي، يُعرف اللاعب الإضافي باسم «المتجول».
الضارب المعين، عند استخدامه، يتم تعيينه بالرقم صفر. في أشكال اللعبة التي يجب أن يشارك فيها جميع المراكز التسعة بالإضافة إلى الضارب المعين، يُعرف الضارب المعين بدلاً من ذلك باسم الضارب الإضافي.

## كرة السلة
في الرابطة الوطنية لكرة السلة، من المعتاد أن يتم الإعلان عن لاعبين أساسيين كحراس، واثنين كمهاجمين، وواحد كلاعب وسط. يجب على المسجلين أن يزودوا باسم ورقم كل لاعب سيشارك في المباراة قبل عشر دقائق على الأقل من موعد بدء المباراة. لم يتم ذكر المراكز المختلفة في أي مكان في كتاب قواعد الدوري الاميركي للمحترفين الرسمي، ويلعب معظم اللاعبين في أكثر من مركز واحد.
عادةً ما يتكون التشكيل الأساسي لفريق كرة السلة من خمسة مراكز ويسمى تشكيلة 2–1–2 (حارسان، لاعب وسط واحد، لاعبان مهاجمان):
1. PG – لاعب هجوم خلفي
2. SG – مدافع مسدد الهدف
3. SF – لاعب هجوم صغير الجسم
4. PF – لاعب هجوم قوي الجسم
5. C – لاعب وسط

في كرة السلة الجامعية الأمريكية، يتم الإعلان عن التشكيلة الأساسية لكل فريق قبل المباراة. يتم تعيين اللاعبين الأساسيين كلاعبين وسط، أو مهاجمين، أو حراس. يمكن للفريق تسمية مركز واحد على الأكثر، ولكن بخلاف ذلك، يُسمح بأي مزيج من المراكز، طالما تم تسمية خمسة لاعبين. التشكيلات المكونة من ثلاثة حراس ومهاجم واحد ووسط واحد، أو من ثلاثة حراس ومهاجمين اثنين، هي التشكيلات البديلة الأكثر شيوعًا.
في بطولة كأس العالم لكرة السلة 3x3، تُلعب اللعبة 3 ضد 3، ويمكن أن تكون المراكز مزيجًا من الحراس والمهاجمين والوسط.

## كرة قدم كندية
في كرة القدم الكندية، يبدأ الفريق بـ12 لاعبًا في الهجوم، و12 لاعبًا في الدفاع، وفريق فرق خاصة مكون من 12 لاعبًا للركلات، والركلات الافتتاحية، ومحاولات النقاط الإضافية. كما هو الحال في كرة القدم الأمريكية، فإن معظم لاعبي الفرق الخاصة هم لاعبون أساسيون أو لاعبون احتياطيون للهجوم أو الدفاع.
بسبب الاختلافات الجوهرية بين الكودين – وأبرزها الملعب الأكبر ووجود ثلاث محاولات فقط لتقدم الكرة 10 ياردات بدلاً من أربعة – فإن التشكيلات الهجومية مختلفة إلى حد ما في اللعبة الكندية. الأمر الأكثر لفتًا للانتباه هو أن لاعبي الأطراف الضيقة غائبون تمامًا تقريبًا في كندا.
يتضمن الدوري الكندي لكرة القدم قاعدة إضافية توجب أن يكون سبعة على الأقل من أصل 24 لاعبًا أساسيًا في الهجوم والدفاع في المباراة مواطنين كنديين.

### المخالفة
1. QB – لاعب الوسط – إلزامي بشكل صريح حتى عام 2009؛ ولكنه أصبح إلزاميًا فعليًا منذ ذلك الحين.
2. RB – الظهير الجاري. اختياري، ولكن يتم استخدامه على نطاق واسع تقريبًا، وخاصة في التشكيلة الأساسية. لاحظ أن مصطلح نصف الظهير في كندا يشير إلى موقف دفاعي ولا يستخدم فيما يتعلق بالظهير الجاري.
3. فيسبوك – ظهير. خياري.
4. ج– المركز. إلزامي.
5. LG، RG – حراس أيسر وأيمن على جانبي المركز. إلزامي.
6. LT، RT – معالجان أيسر وأيسر على طرفي خط الهجوم المكون من خمسة لاعبين. إلزامي.
7. SB – سلوتباك، وهو مركز مشابه لمركز المستقبل الواسع (في الواقع، في اللعبة الأمريكية يعتبر slotback نوعًا من المستقبل الواسع)، ولكنه يقف بالقرب من لاعبي الخط الداخلي وعلى بعد خطوات من خط المشاجرة.
8. WR – جهاز استقبال واسع. لا يستخدم فريق كرة القدم الكندية عادةً لاعبي خط الوسط الضيق، لذا فإن لاعبي الاستقبال الواسع هم دائمًا تقريبًا من الأطراف المنقسمة.

### الدفاع
الدفاعات تشبه إلى حد كبير الدفاعات في كرة القدم الأمريكية، مع استخدام لاعب إضافي كظهير دفاعي. ونظرًا لأن معظم المراكز متطابقة بشكل أساسي مع تلك الموجودة في كرة القدم الأمريكية، فسوف نذكر هنا الاختلافات الرئيسية فقط.
1. س – أمان، يلعب بشكل أساسي في دعم التمريرات العميقة. يتوافق تقريبًا مع «السلامة المجانية» في اللعبة الأمريكية.
2. DH – لاعب الوسط الدفاعي، والذي يتم تعيينه عادة لتغطية لاعبي الوسط الدفاعي في حالة التغطية الفردية. تستخدم أغلب التشكيلات لاعبين اثنين في الوسط الدفاعي. وهو ما يتطابق تقريبًا مع «لاعب الأمان القوي» في اللعبة الأمريكية.

### الفرق الخاصة
مواقف مشابهة بشكل عام لتلك الموجودة في كرة القدم الأمريكية.

## كرة القدم الغيلية، الهيرلينغ، الكاموجية
تستخدم كرة القدم الغيلية والهيرلينغ، بالإضافة إلى كرة القدم الغيلية للسيدات وكرة الكاموجية، نفس التشكيلة الأساسية. تتكون الفرق من حارس مرمى واحد وأربعة عشر لاعبًا في الملعب الخارجي (يُسمح للفرق التي تقل أعمارها عن 13 عامًا باللعب في كل فريق، مع استبعاد مركزي الظهير والمهاجم). يصطف الفريقان في ستة خطوط، حيث يكون حارس المرمى في أقصى الخلف وخط الهجوم الأقرب إلى مرمى الفريق المنافس. يلعب اللاعبون على يسار أو يمين الملعب وينظرون إلى الاتجاه الذي يهاجمون فيه. يتم تثبيت ترقيم المواقع وإعداد المواقع بحيث يكون لكل مهاجم مدافع مماثل: على سبيل المثال، سيتم تمييز المهاجم في الزاوية اليمنى (قميص رقم 13) بواسطة المدافع في الزاوية اليسرى (4). يقوم اللاعبون أحيانًا بتبديل مواقعهم أثناء المباراة، وتكون هناك أحيانًا اختلافات تكتيكية في التشكيل، مثل إسقاط أحد المهاجمين الستة إلى الخلف لتوفير لاعب وسط ثالث. يُسمح بما يصل إلى خمسة تبديلات خلال الوقت الأصلي (وثلاثة تبديلات أخرى إذا كان هناك وقت إضافي)، من مقاعد البدلاء المكونة من 9 أو أحيانًا 11 تبديلاً؛ ولا يتم ترقيم التبديلات بأي ترتيب معين.
1. حارس المرمى (قميص رقم 1)
2. ظهير الزاوية اليمنى (2) –– ظهير (3) –– ظهير الزاوية اليسرى (4)
3. ظهير نصف أيمن (أو جناح) (5) –– قلب دفاع (6) –– نصف ظهير أيسر (7)
4. لاعبا وسط (أو لاعبا وسط ميدان) (8، 9)
5. مهاجم نصف أيمن (أو جناح) (10) –– مهاجم وسط (نصف وسط) (11) –– مهاجم نصف أيسر (12)
6. مهاجم الزاوية اليمنى (13) –– مهاجم كامل (14) –– مهاجم الزاوية اليسرى (15)

## هوكي الجليد
في لعبة هوكي الجليد، يبدأ الفريق بستة لاعبين على الجليد:
- اثنان من المدافعين
- حارس مرمى
- ثلاثة مهاجمين:
  - مركز
  - يساري
  - يميني

يُعرف المهاجمون الأساسيون عادةً باسم الخط العلوي أو الخط الأول، حيث تقوم معظم الفرق المحترفة بتدوير أربعة خطوط هجومية مميزة مكونة من ثلاثة لاعبين وثلاثة أزواج دفاعية.
في لعبة هوكي الجليد، يجب على الفريق تقديم تشكيلته الأساسية إلى قائد الفريق المنافس والمسؤولين قبل المباراة. إذا قام فريق بإدخال أي لاعب آخر إلى التشكيلة الأساسية أثناء وقت المباراة، يمكن لقائد الفريق المنافس توجيه الحكم لاستدعاء عقوبة البدء بالتشكيلة الخاطئة، وهي عقوبة أقل من دقيقتين.

## لكروس
تتكون التشكيلة الأساسية في لعبة لاكروس الميدانية من عشرة لاعبين: 3 مهاجمين، و3 مدافعين، و3 لاعبين وسط، وحارس مرمى واحد. يجوز للفريق أن يبدأ بلاعب وسط طويل العصا لتحقيق ميزة دفاعية. يجوز للفريق أن يكون لديه لاعب مخصص حصريًا لخوض المواجهات، والمعروف باسم فوغو.
1. أ – مهاجمون
2. د – مدافعون
3. م – لاعب وسط
4. ج – حارس مرمى
5. ل – لاعب وسط طويل القامة
6. فوجو – متخصص في مواجهة الخصم «مواجهة الخصم، والانطلاق»

## كرة الشبكة
في لعبة كرة الشبكة، يبدأ الفريق بسبعة لاعبين في الملعب:
1. GS – لاعب رمية مرمى
2. GA – مهاجم مرمى
3. WA – مهاجمة الجناح
4. C – مركز الوسط
5. WD – دفاع الجناح
6. GD – دفاع المرمى
7. GK – حارس المرمى

## دوري الرغبي
التشكيلة الأساسية لدوري الرغبي هي
1. 1 – ظهير خلفي
2. 2 و5 – جناحان
3. 3 و4 – مركزا وسط
4. 6 – لاعب دفاعي/لاعب خط وسط دفاعي
5. 7 – لاعب خط وسط دفاعي
6. 8 و10 – لاعبو خط الهجوم في الصف الأمامي
7. 9 – لاعب خطاف
8. 11 و12 – لاعبو خط الهجوم في الصف الثاني
9. 13 – لاعبو خط الهجوم

## اتحاد الرغبي
تتكون التشكيلة الأساسية لاتحاد الرغبي من:
1. اثنان من الدعامات – 1 (رأس حر) و3 (رأس ضيق)
2. الخطاف – 2
3. اثنان من القفلات – 4 و5
4. اثنان من الأجنحة – 6 و7
5. الرقم ثمانية – 8
6. نصف الظهير – 9
7. نصف الذبابة – 10
8. اثنان من الجناحين – 11 و14
9. اثنان من الوسط – 12 و13
10. الظهير الخلفي – 15

## الكرة الطائرة
يتضمن التشكيلة الأساسية لمباراة الكرة الطائرة عادةً ما يلي:
1. مُرسِل واحد
2. اثنان من الضاربين الخارجيين
3. ضارب واحد في الاتجاه المعاكس
4. اثنان من مانعي الوسط

توجد اختلافات – في بعض الأحيان يكون هناك اثنان من المهاجمين، أو ثلاثة من المهاجمين الخارجيين دون وجود نقيض حقيقي. على الرغم من أن لاعب الليبرو يتم الإعلان عنه عادةً مع التشكيلة الأساسية، إلا أنه لا يُعتبر جزءًا منها، حيث سيحل لاعب الليبرو محل أحد اللاعبين المذكورين أعلاه (عادةً لاعب الوسط، حيث ترغب الفرق في تقسيم لاعبي الوسط، مع بدء أحدهم في الصف الأمامي) قبل أول هجمة.